# ゴローニン事件

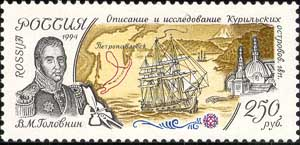
ロシアの切手

ゴローニン事件（ゴローニンじけん、ゴロヴニン事件、ゴローウニン事件とも表記）は、1811年（文化8年）、千島列島を測量中であったロシアの軍艦ディアナ号艦長のヴァシリー・ミハイロヴィチ・ゴロヴニン（ロシア語: Василий Михайлович Головнин, Vasilii Mikhailovich Golovnin・日本では一般にはゴローニンと表記するため、以下ゴローニンと記載する。）らが、国後島で松前奉行配下の役人に捕縛され、約2年3か月間、日本に抑留された事件である。ディアナ号副艦長のピョートル・リコルドと、彼に拿捕そしてカムチャツカへ連行された高田屋嘉兵衛の尽力により、事件解決が図られた。ゴローニンが帰国後に執筆した『日本幽囚記（原題：ロシア語: Записки флота капитана Головнина о его приключениях в плену у японцев в 1811, 1812 и 1813 годах）』により広く知られる。
※日付は和暦。

## 事件までの経緯
東方へ領土を拡張していたロシア帝国は、18世紀に入るとオホーツクやカムチャツカ半島のペトロパブロフスクを拠点に、千島列島（新知郡・占守郡）に住む千島アイヌを制圧後ロシア正教への改宗や毛皮税（ヤサーク）の徴収を行った。一方、日本も松前藩が1754年（宝暦4年）に、道東アイヌの住む国後島・択捉島・得撫島を管轄する国後場所を開設、泊に拠点の運上屋を設置しアイヌとの交易を開始した。そして1759年（宝暦9年）に、松前藩士が厚岸場所で、択捉島および国後島のアイヌから、北千島に赤衣を着た外国人が番所を構えて居住しているという報告を受け、日本側もロシア人の千島列島への進出を認識するようになった。
その後、1776年にロシアの毛皮商人による殖民団が得撫島に移民団を送り一時的に居住するなど、道東アイヌの領域の最東端へ到達した。1778年（安永7年）、イルクーツク商人のシャバリンが蝦夷地のノッカマップ（現在の根室市）に来航し交易を求めた。応対した松前藩士が来年返答すると伝え、翌1779年（安永8年）、厚岸に来航。松前藩は幕府に報告せず独断で、交易は長崎のみであり、蝦夷地に来ても無駄であることを伝え引き取らせた。一方、日本側も老中・田沼意次の時代に幕府が蝦夷地探検隊を派遣、1786年（天明6年）に最上徳内が幕吏として初めて択捉島へ渡り、同島北東端のシャルシャムで在留ロシア人と遭遇するなど両国の接触が増えていった。
1792年（寛政4年）、アダム・ラクスマンがシベリア総督の親書を所持した使節として、神昌丸漂流民の大黒屋光太夫らを伴い蝦夷地に来航。ラクスマンは江戸での通商交渉を求めたが謝絶され、代わりに長崎入港を認める「信牌」を渡され帰国した。
露米会社を設立したニコライ・レザノフは通商を求め、皇帝・アレクサンドル1世の親書およびラクスマンが入手した信牌を所持した使節として、若宮丸漂流民の津太夫一行をともない、1804年（文化元年）9月に長崎へ来航した。しかし、半年以上上陸を許可されず、翌1805年（文化2年）3月に長崎奉行所で目付・遠山景晋から通商を拒絶された。レザノフは漂流民を引渡して長崎を去ったが、ロシアに帰国した後、武力を用いれば日本は開国すると考え、皇帝に上奏するとともに、部下のニコライ・フヴォストフらに日本への武力行使を命令した。レザノフはフヴォストフに計画を変更して、亜庭湾の偵察を行いアメリカに向かえ、という命令を残してサンクトペテルブルクへ向かったが、先の命令は撤回されていないと考えたフヴォストフは1806年（文化3年）から1807年（文化4年）にかけて、択捉島や樺太、利尻島を襲撃しアイヌの子供らを拉致したほか略奪や放火などを行った。
幕府は、1806年1月にロシアの漂着船は食糧等を支給して速やかに帰帆させる「ロシア船撫恤令」を出していたが、フヴォストフの襲撃を受けて奥羽諸藩に出兵を命じ蝦夷地沿岸の警備を強化するとともに、1807年12月に、ロシア船は厳重に打払い、近づいた者は逮捕もしくは切り捨て、漂着船はその場で監視するという「ロシア船打払令」を出した。また、1808年（文化5年）には長崎でフェートン号事件も起きており、日本の対外姿勢は硬化していた。そうした状況下で発生したのがゴローニン事件であった。

## ゴローニンの捕縛

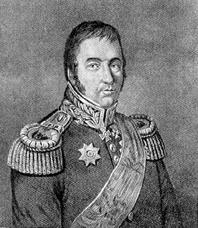
ゴローニン

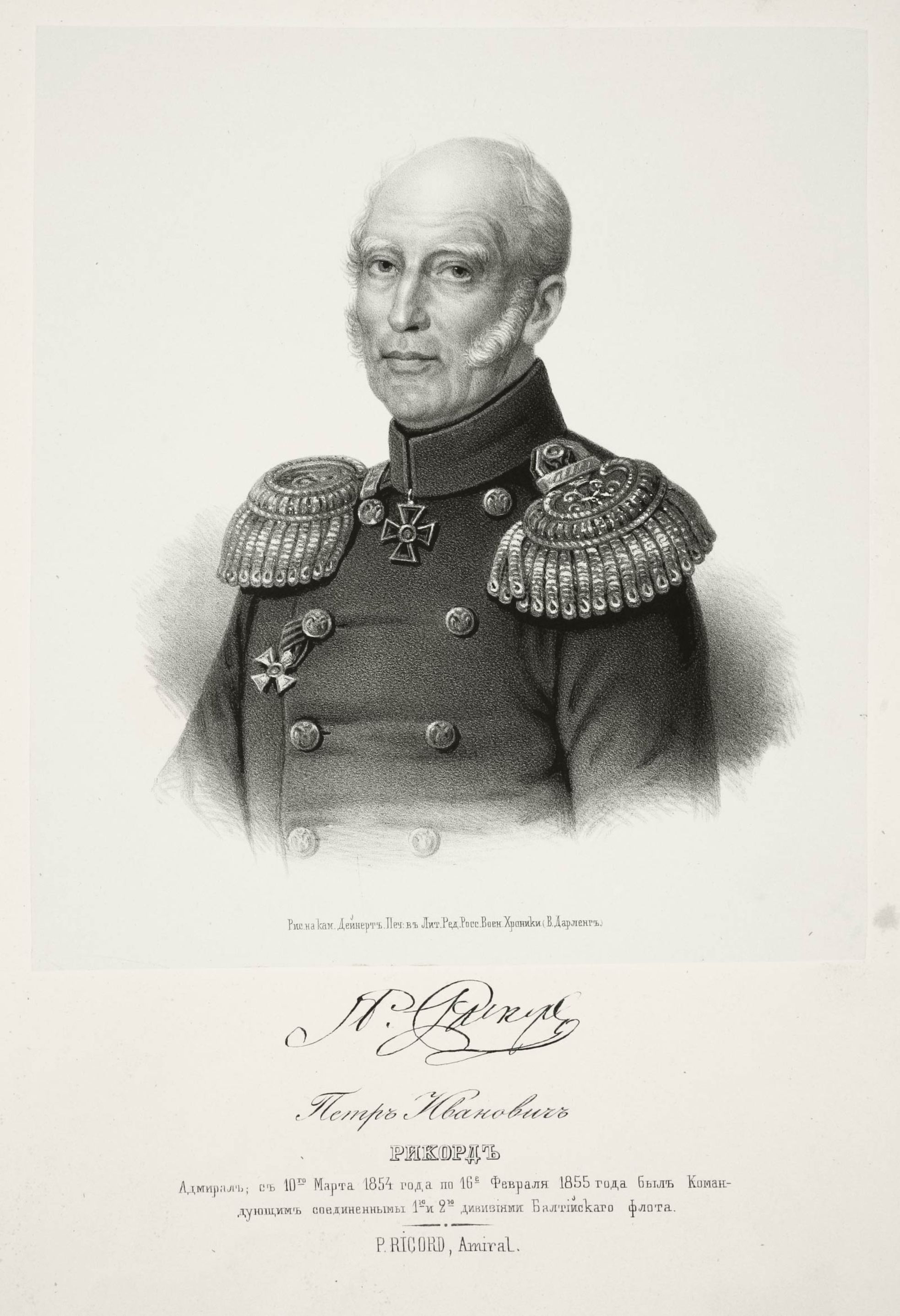
老年のリコルド

1811年（文化8年）、ペトロパブロフスクに寄港していたスループ船・ディアナ号の艦長ゴローニン海軍大尉は千島列島南部の測量任務を命じられ、ディアナ号で千島列島を南下。5月に択捉島の北端に上陸、そこで千島アイヌ漂流民の護送を行っていた松前奉行所調役下役・石坂武兵衛と出会った。ゴローニンが薪水の補給を求めたところ、石坂は同島の振別（ふれべつ）会所に行くよう指示し、会所宛の手紙を渡した。しかし、逆風に遭遇したことに加えて、当時のヨーロッパにおいて未探索地域であった根室海峡に関心を持ち、同海峡を通過して北上しオホーツクへ向かう計画であったゴローニンは振別に向かわず、穏やかな入り江がある国後島の南部に向かった。そして5月27日、泊湾に入港した。湾に面した国後陣屋にいた松前奉行支配調役・奈佐瀬左衛門が警固の南部藩兵に砲撃させると、ゴローニンは補給を受けたいというメッセージを樽に入れて送り、日本側と接触した。
6月3日、海岸で武装した日本側の役人と面会、日本側から陣屋に赴くよう要請される。6月4日、ゴローニン、ムール(Fedor Mur)少尉、フレブニコフ(Andrey Khlebnikov)航海士、水夫4名（シーモノフ、マカロフ、シカーエフ、ワシリーエフ）と千島アイヌのアレキセイ(Alexei Maksimovich)は陣屋を訪問。食事の接待を受けた後、補給して良いか松前奉行の許可を得るまで人質を残してほしいという日本側の要求を拒否し、船に戻ろうとしたところを捕縛された。この「騙し討ち」を見て、ロシア人は泊湾を「背信湾」と呼ぶようになった。
ディアナ号副艦長のリコルドは、ゴローニンを奪還すべく陣屋の砲台と砲撃戦を行ったが、大した損害を与えることができず、そして攻撃を続けるとゴローニン達の身が危うくなる懸念があることから、彼らの私物を海岸に残して、一旦オホーツクへ撤退した。オホーツクに着いたリコルドは、この事件を海軍大臣に報告しゴローニン救出の遠征隊派遣を要請するため、9月にサンクトペテルブルクへ出発した。途中、イルクーツク県知事トレスキンを訪問したところ、既に遠征隊派遣を願い出ているとの説明を受けたことからイルクーツクに滞在したが、ヨーロッパ情勢の緊迫化のため日本への遠征隊派遣は却下となり、リコルドは文化露寇の際に拉致されロシアに連行されていた良左衛門をともないオホーツクへ戻った。

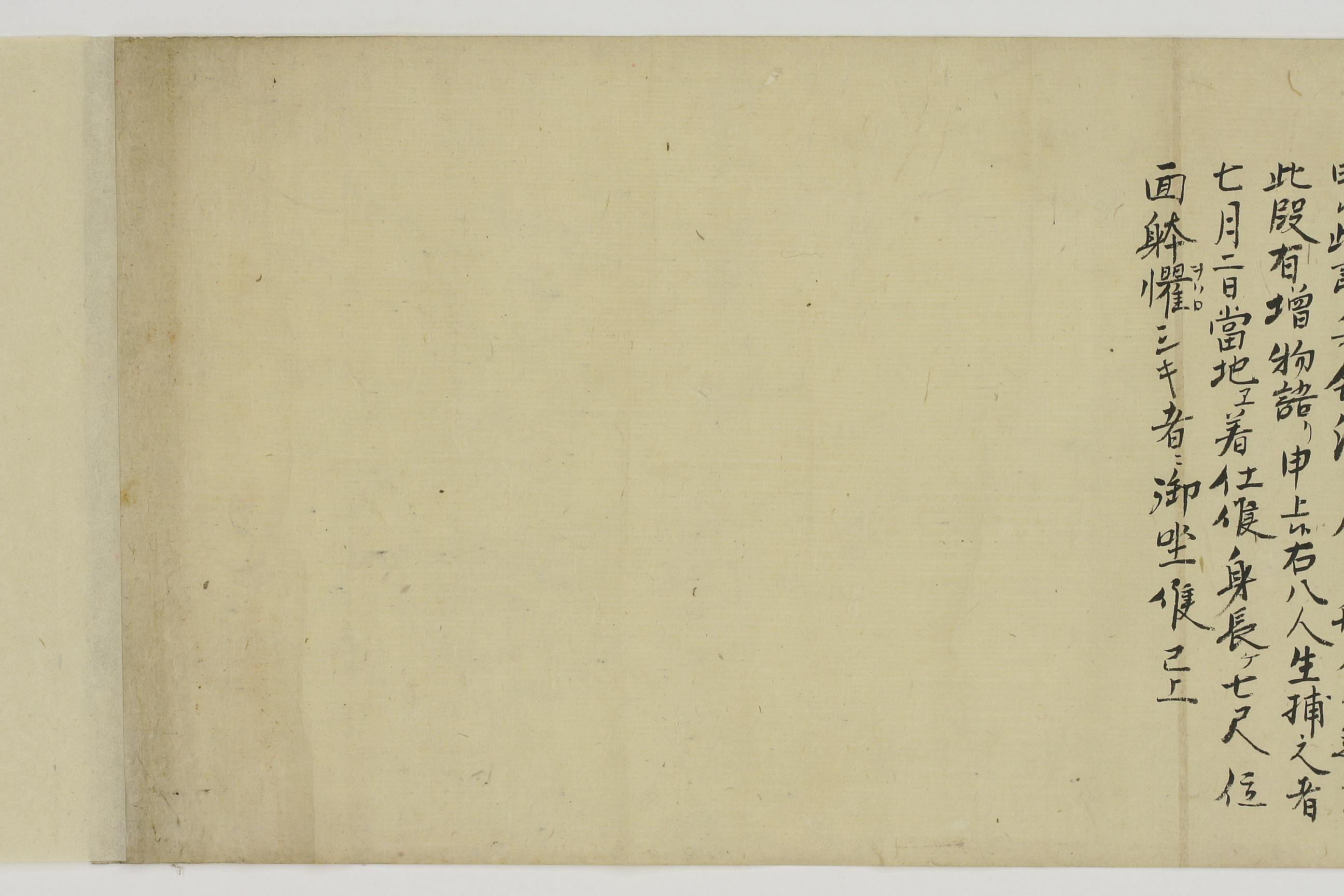
俄羅斯人生捕之図、パート9
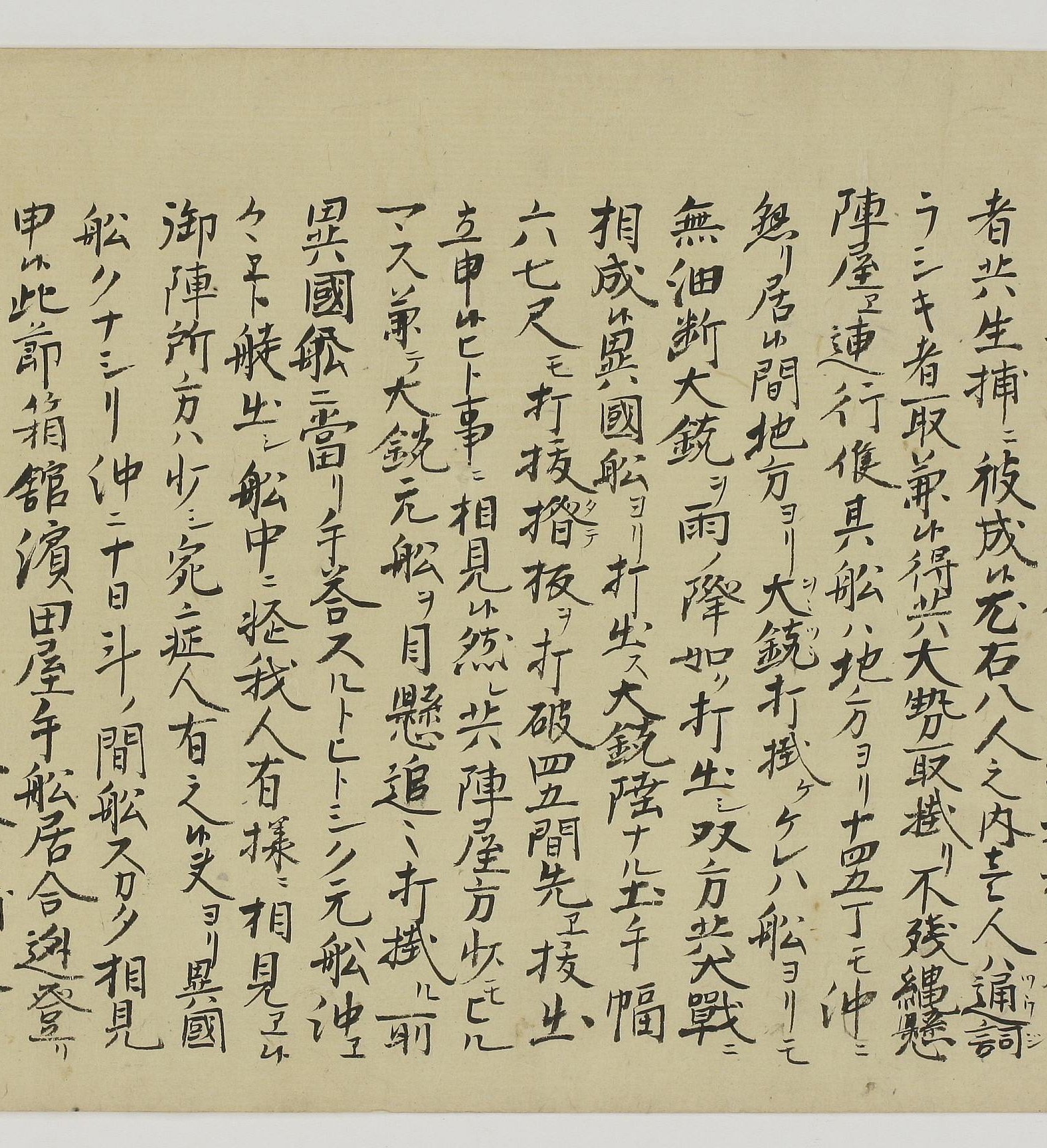
俄羅斯人生捕之図、パート8
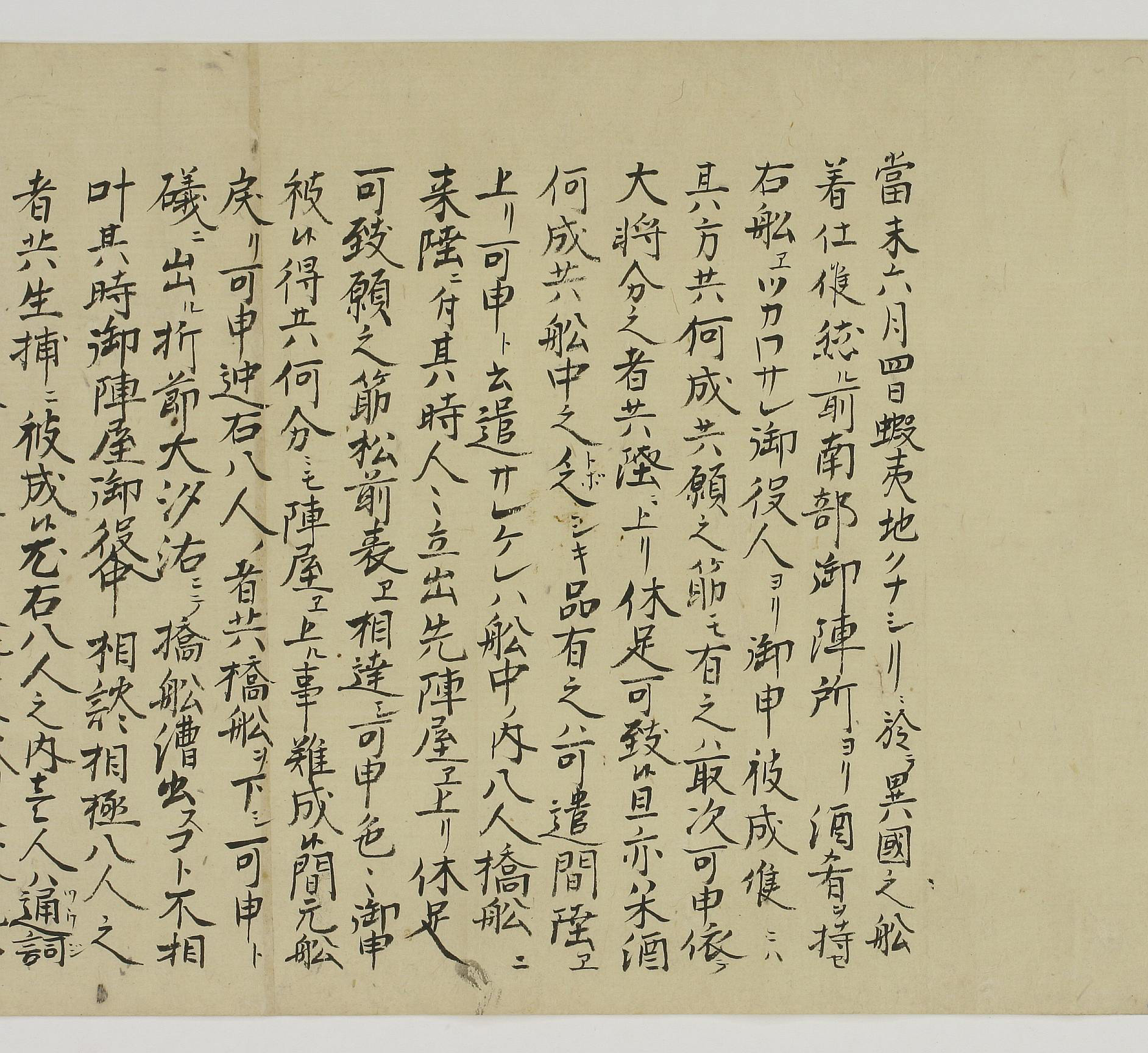
俄羅斯人生捕之図、パート7
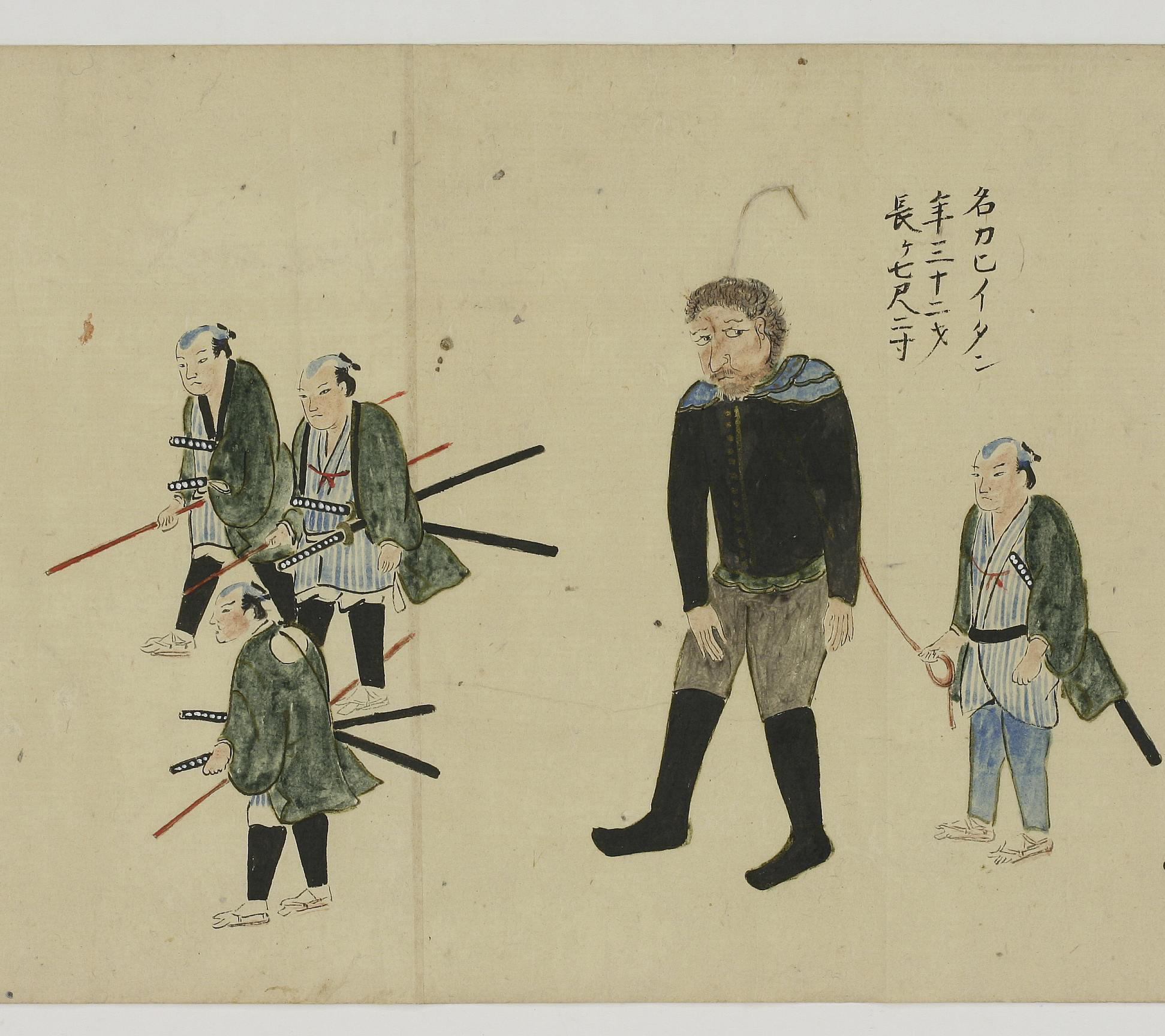
俄羅斯人生捕之図、パート6
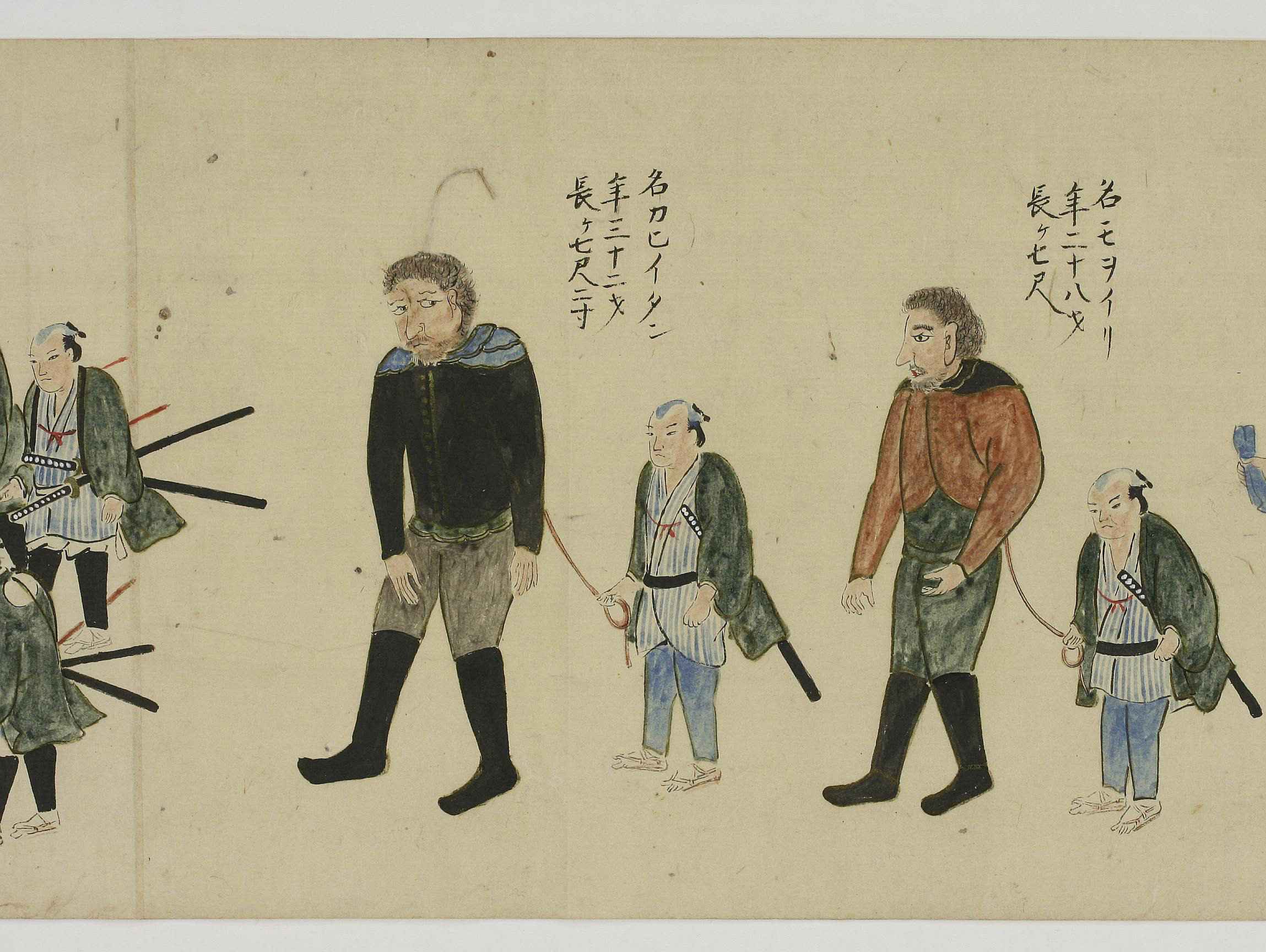
俄羅斯人生捕之図、パート5
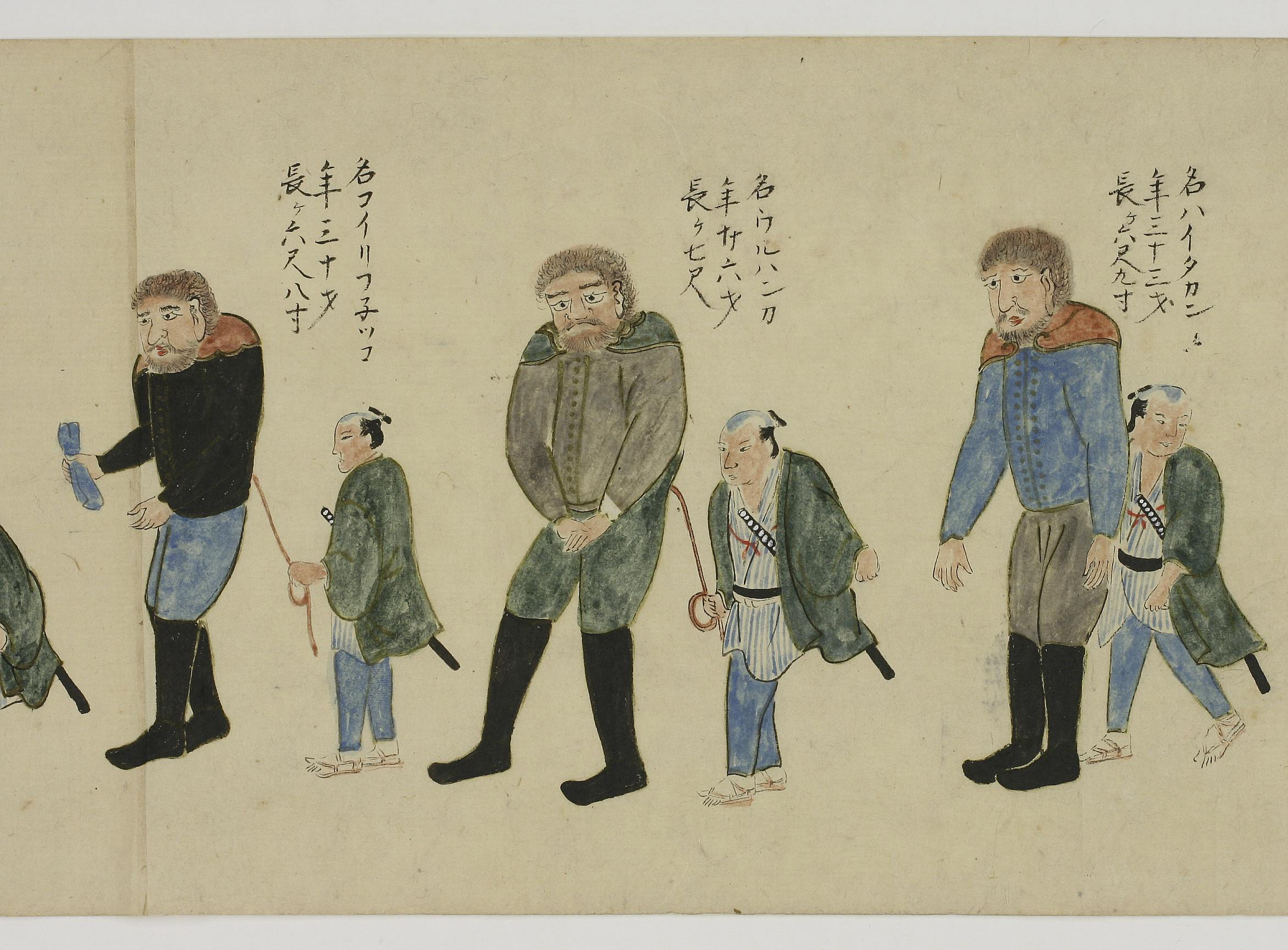
俄羅斯人生捕之図、パート4
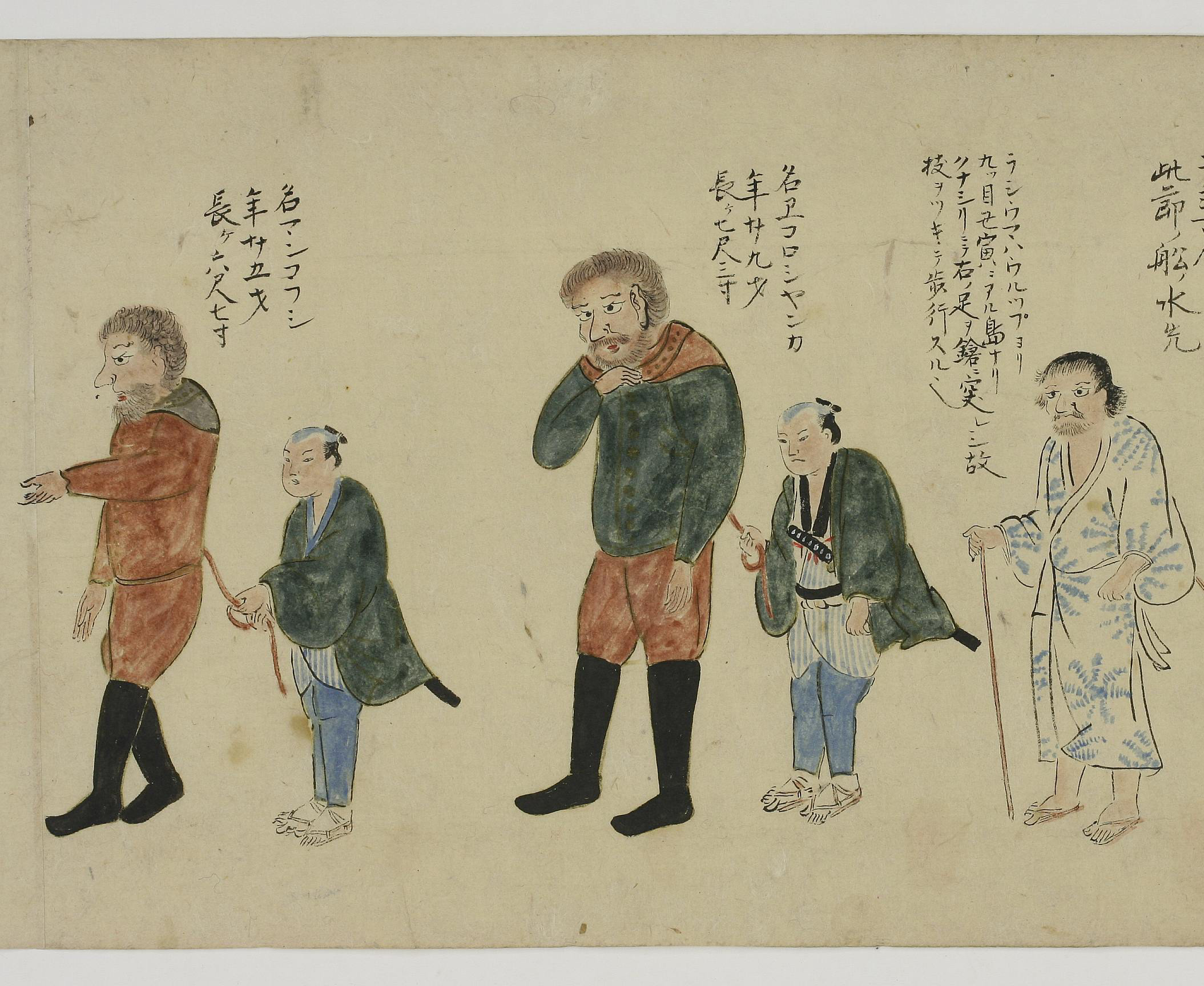
俄羅斯人生捕之図、パート3
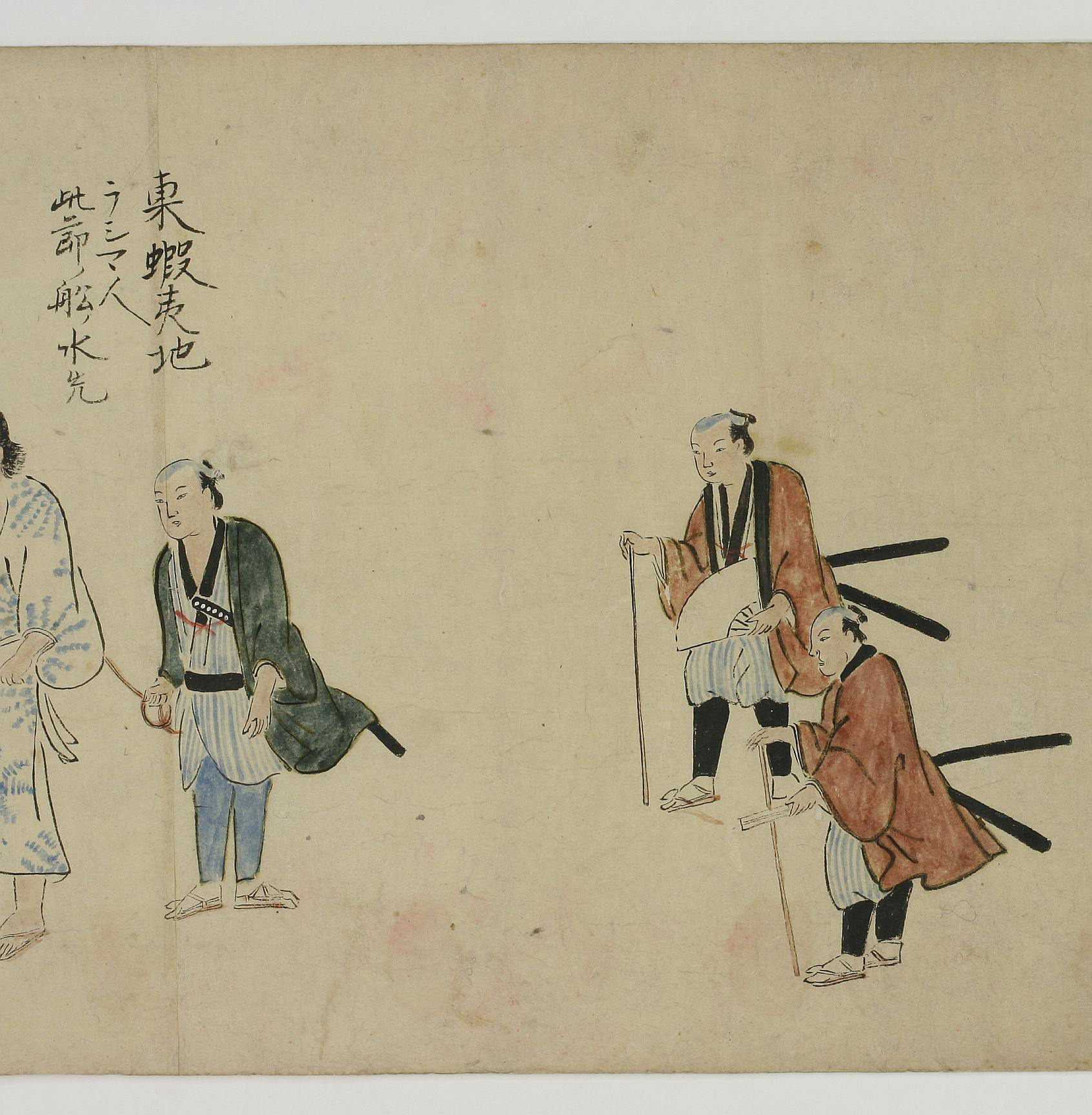
俄羅斯人生捕之図、パート2
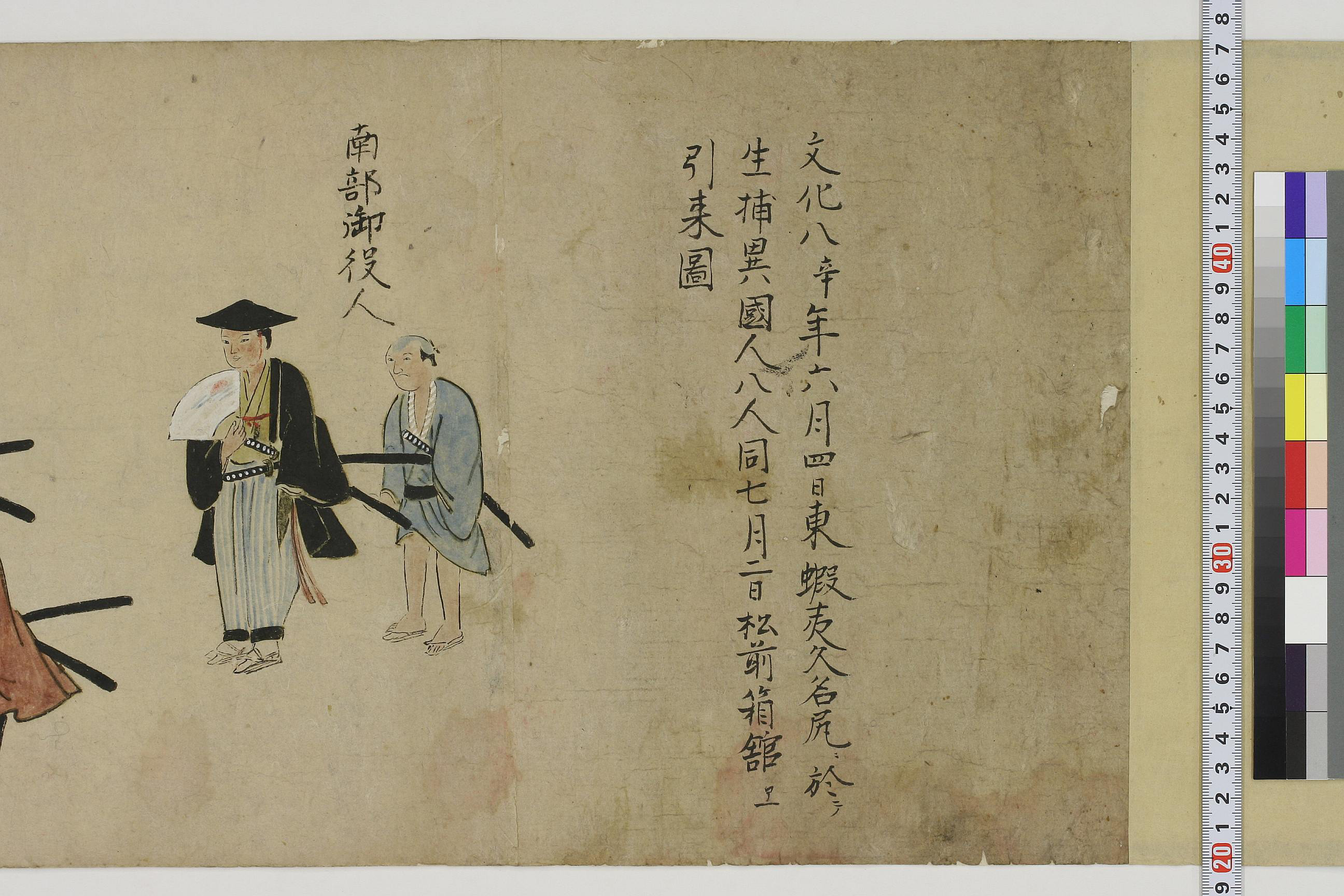
俄羅斯人生捕之図、パート1

## 抑留生活
国後島からディアナ号が去ると、ゴローニンらは縄で縛られたまま徒歩で陸路を護送され、7月2日、箱館に到着。そこで箱館詰吟味役・大島栄次郎の予備尋問を受けた後、8月25日に松前に移され監禁された。
8月27日から松前奉行・荒尾成章の取り調べが行われた。荒尾は、フヴォストフの襲撃がロシア政府の命令に基づくものではなく、ゴローニンもフヴォストフとは関係ないという主張を受け入れ、ゴローニンらを釈放するよう11月江戸に上申したが、幕閣は釈放を拒否した。
初期のゴローニン解放交渉はアイヌ語を間に挟んだ2段階通訳で行われた。ゴローニンのロシア語を千島アイヌのアレクセイがロシア語からアイヌ語へ通訳し、更にアイヌ語通辞の上原熊次郎がアイヌ語を日本語へ通訳した。

### 脱走
1812年（文化9年）春、監視付の散歩が許されるようになり、また牢獄から城下の武家屋敷への転居が行われたが、このまま解放される見込みがないと懸念したゴローニンらは、脱獄して小舟を奪い、カムチャツカか沿海州方面へ向かうことを密かに企てた。当初はムールやアレクセイも賛同したが、ムールは翻意。3月25日にムールとアレクセイを除く6名が脱走。松前から徒歩で北に向かって山中を逃げたが、4月4日、木ノ子村（現在の上ノ国町）で飢えて疲労困憊となっているところを村人に発見され捕まった。松前に護送され、奉行の尋問を受けた後、徳山大神宮の奥にあるバッコ沢（現在の松前町字神明）の牢獄に入れられた。

### 通訳教育、間宮林蔵の来訪
幕府はゴローニンらに通訳へのロシア語教育を求め、上原熊次郎、村上貞助（むらかみ・ていすけ）、馬場貞由、足立信頭らがロシア語を学んだ。
そのほか学者などが獄中のゴローニンらを訪問しているが、その中に間宮林蔵もいた。林蔵は、壊血病予防の薬としてレモンやみかん、薬草を手土産に、六分儀や天体観測儀、作図用具などを持ち込んで、その使用方法を教えるよう求めた。また、林蔵は毎日、朝から晩まで通っては鍋や酒を振る舞い、自分の探検や文化露寇の際の武勇談を自慢して、ゴローニンに「彼の虚栄心は大変なもの」と評された。なお林蔵はロシア人を疑っており、ゴローニンらをスパイであると奉行に進言し江戸に報告書を送っていたと、ゴローニンは記している。

## 高田屋嘉兵衛の拿捕
オホーツクに戻ったリコルドは、ゴローニン救出の交渉材料とするため、良左衛門や1810年（文化7年）にカムチャツカ半島に漂着した歓喜丸の漂流民を伴ない、ディアナ号と補給船・ゾーチック号の2隻で1812年夏に国後島へ向かった。8月3日に泊に到着、国後陣屋でゴローニンと日本人漂流民の交換を求めるが、松前奉行調役並・太田彦助は漂流民を受け取るものの、ゴローニンらの解放については既に処刑したと偽り拒絶した。リコルドはゴローニンの処刑を信じず、更なる情報を入手するため、8月14日早朝、国後島沖で高田屋嘉兵衛の手船・観世丸を拿捕。乗船していた嘉兵衛と水主の金蔵・平蔵・吉蔵・文治・アイヌ出身のシトカの計6名をペトロパブロフスクへ連行した。
ペトロパブロフスクで、嘉兵衛たちは役所を改造した宿舎でリコルドと同居した。そこで少年・オリカと仲良くなり、ロシア語を学んだ。嘉兵衛らの行動は自由であり、新年には現地の人々に日本酒を振る舞い親交を深めた。また、当時のペトロパブロフスクは貿易港として各国の商船が出入りしており、嘉兵衛も諸外国の商人と交流している。12月8日（和暦）、嘉兵衛は寝ているリコルドを揺り起こし、事件解決の方策を話し合いたいと声をかけた。嘉兵衛はゴローニンが捕縛されたのは、フヴォストフが暴虐の限りを尽くしたからで、日本政府へ蛮行事件の謝罪の文書を提出すれば、きっとゴローニンたちは釈放されるだろうと説得した。翌年2、3月に、文治・吉蔵・シトカが病死。嘉兵衛はロシア正教の葬式を行うというロシア側の申出を断り、自ら仏教、アイヌそれぞれの様式で3人の葬式を行った。その後、みずからの健康を不安に感じた嘉兵衛は情緒が不安定になり、リコルドに早く日本へ行くように迫った。リコルドはこのときカムチャツカの長官に任命されていたが、嘉兵衛の提言に従い、みずからの官職をもってカムチャツカ長官名義の謝罪文を書き上げ、自ら日露交渉に赴くこととした。

## 事件解決

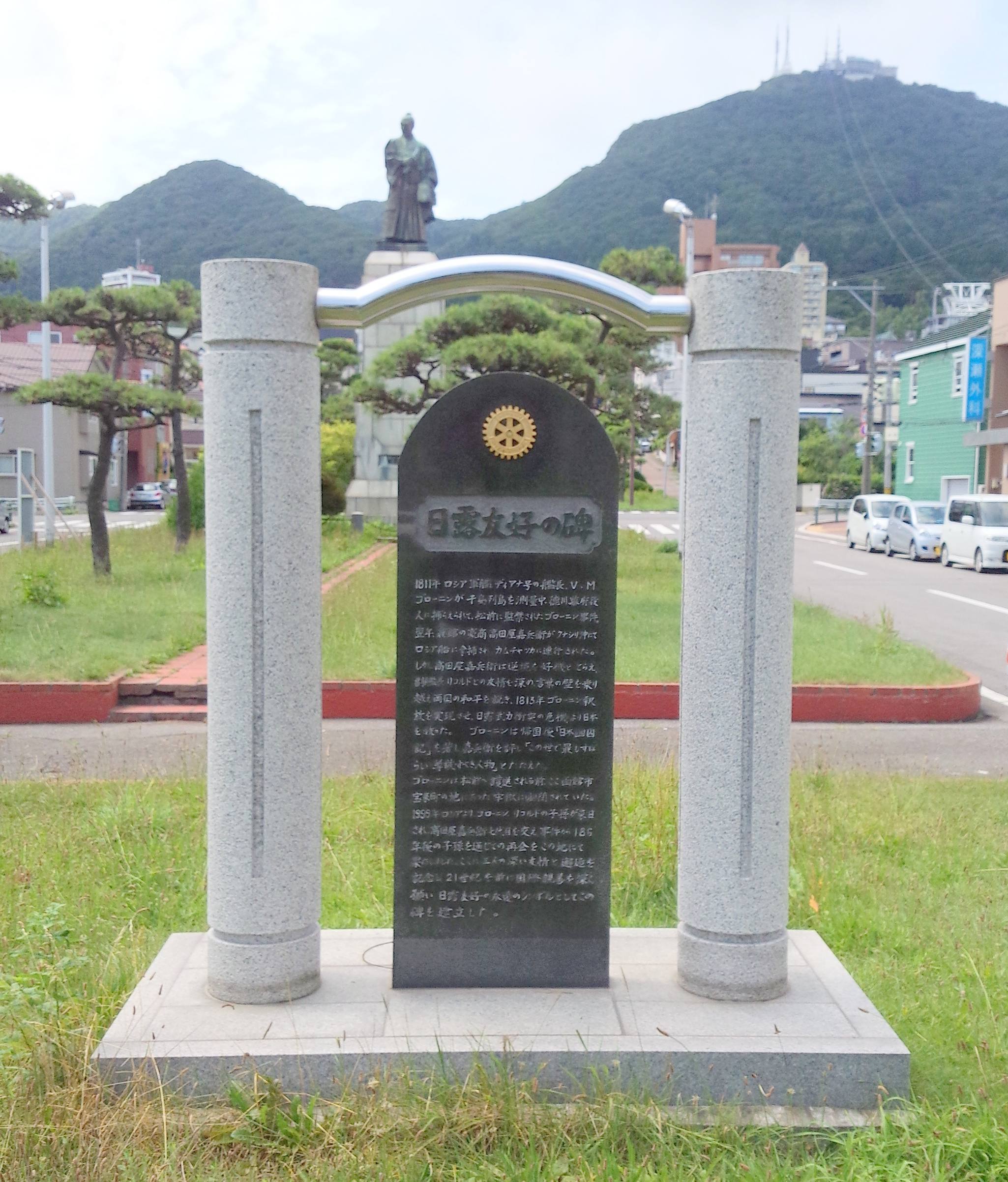
日露友好の碑（函館市）。1999年にゴローニンとリコルドの子孫が来日し高田屋嘉兵衛の子孫と再会したのを記念して建立された。

幕府は、嘉兵衛の拿捕後、これ以上ロシアとの紛争が拡大しないよう方針転換し、ロシアがフヴォストフの襲撃は皇帝の命令に基づくものではないことを公的に証明すればゴローニンを釈放することとした。これをロシア側へ伝える説諭書「魯西亜船江相渡候諭書」を作成し、ゴローニンに翻訳させ、ロシア船の来航に備えた。この幕府の事件解決方針は、まさに嘉兵衛の予想と合致するものだった。
1813年（文化10年）5月、嘉兵衛とリコルドらは、ディアナ号でペトロパブロフスクを出港、国後島に向かった。5月26日に泊に着くと、嘉兵衛は、まず金蔵と平蔵を国後陣屋に送った。次いで嘉兵衛が陣屋に赴き、それまでの経緯を説明し、交渉の切っ掛けを作った。嘉兵衛はディアナ号に戻り、上述の「魯西亜船江相渡候諭書」をリコルドに手渡した。
ディアナ号国後島到着の知らせを受けた松前奉行は、吟味役・高橋重賢、柑本兵五郎を国後島に送った。二人はシーモノフとアレクセイを連れて国後島に向かい、6月19日に到着。しかしながらリコルドが日本側に提出した謝罪文は、リコルドが嘉兵衛を捕らえた当人であったという理由から幕府が採用するところとならず、リコルドは他のロシア政府高官による公式の釈明書を提出するよう求められた。
日本側の要求を承諾したリコルドは、6月24日、釈明書を取りにオホーツクへ向け国後島を出発。一方、高橋と嘉兵衛らは6月29日に国後島を出発、7月19日に松前に着いた高橋は松前奉行・服部貞勝に交渉内容を報告。そして8月13日にゴローニンらは牢から出され、引渡地である箱館へ移送された。
リコルドはオホーツクに入港すると、イルクーツク県知事トレスキンとオホーツク長官ミニツキーの釈明書を入手。そして、若宮丸の漂流民でロシアに帰化していた通訳のキセリョフ善六と歓喜丸漂流民の久蔵を乗せて、7月28日にオホーツクを出港した。20日後には蝦夷地を肉眼で確認できる位置まで南下し、8月28日に内浦湾に接近した。しかし暴風雨に遭遇、リコルドは一旦ハワイ諸島に避難することも検討したが、暴風雨がおさまったため、9月11日に絵鞆（現在の室蘭市）に入港した。そこで水先案内のため待機していた嘉兵衛の手下・平蔵がディアナ号に乗り込み、9月16日夜に箱館に到着した。入港直後には嘉兵衛が小舟に乗ってディアナ号を訪問し、リコルドとの再会を喜び合った。
9月18日朝、嘉兵衛がディアナ号を訪問、リコルドはオホーツク長官の釈明書を手渡した。
9月19日正午、リコルドと士官2人、水兵10人、善六が上陸、沖の口番所で高橋重賢らと会見し、イルクーツク県知事の釈明書を手渡した。なお、この会談で善六はリコルドの最初の挨拶を翻訳したが、以後の通訳は日本側の通訳・村上貞助が行った。松前奉行はロシア側の釈明を受け入れ、9月26日にゴローニンらを解放し久蔵を引き取ったが、通商開始については拒絶した。
任務を終えたディアナ号は9月29日に箱館を出港し、10月23日にペトロパブロフスクに帰着した。

## その後
ペトロパブロフスクに帰還したゴローニンは、1813年冬にリコルドとともにサンクトペテルブルクへ出発した。1814年夏にサンクトペテルブルクに到着、両名とも飛び級で海軍中佐に昇進し、年間1,500ルーブルの終身年金を与えられた。
一方嘉兵衛は、リコルドを迎えるため松前から箱館に戻った9月15日から称名寺に収容され監視を受けることとなり、ディアナ号の箱館出港後も解放されなかったが、体調不良のため自宅療養を願い出て、10月1日からは自宅で謹慎した。後にゴローニン事件解決の褒美として、幕府から金5両を下賜された。

### 幻の国境画定交渉
リコルドは、イルクーツク県知事から国境画定と国交樹立の命令を受けていたが、日本側の姿勢を判断するに交渉は容易ではなく、箱館での越冬を余儀なくされ、レザノフの二の舞になる懸念があることから、ゴローニンと相談し日本側への打診を中止した。ただし、箱館を去る際、日本側の役人に、国境画定と国交樹立を希望し、翌年6-7月に択捉島で交渉したい旨の文書を手渡した。
幕府は国交樹立は拒否し、国境画定に関してのみ交渉に応ずることとした。そして、択捉島までを日本領、シモシリ島（新知島）までをロシア領として、得撫島を含む中間の島は中立地帯として住居を建てないとする案を立て、1814年春、高橋重賢を択捉島に送った。しかし、高橋が6月8日に到着した時には、ロシア船は去った後であった。このため国境画定は幕末のプチャーチン来航まで持ち越されることとなった。

## 日本幽囚記
ゴローニンは帰国後、日本での捕囚生活に関する手記を執筆し、1816年に官費で出版された。三部構成で、第1部・第2部が日本における捕囚生活の記録、第3部が日本および日本人に関する論評である。ケンペルの『日本誌』が出版されたのははるか以前のことで、日本について書かれた西洋人の報告記は待望久しかった。『日本幽囚記』は、ロシア人が書いた初の日本人論でもあった。
極東での任務の遂行にあたり、ゴローニンは既刊書から日本研究を行っていたらしく、『日本幽囚記』には、ケンペル、シャルルヴォア、モンテスキュー、ヴォルテール等の日本人論の影響が認められる。日本人の忠孝観を示すエピソードとして、ゴローニンは「景清物」と呼ばれる平家の残党の伝承を紹介しているが、これはケンペルの『日本誌』からの引用である。国生み神話や徐福伝説への言及にも、ケンペルの書の影響が認められる。
キリスト教という宗教倫理を礎として発展した西洋法と比して、戦国法の踏襲や中国の法制を参照して独自の発展を遂げた日本の法律は西洋人にとって理解し難いものであった。モンテスキューの『法の精神』は日本の刑法に対して辛辣な批判を加えているが、ゴローニンはその手記の中で、自らが囚われの身であったにも拘わらず、加害者である日本人の露骨な憎悪の中においてさえ、その行動を理解し赦すという公平さを示した。
幕末にロシア正教会の司祭として来日したニコライ・カサートキンが同書を読んで日本への関心を高めたと伝えられている。そして同書はドイツ語、フランス語、英語他の各国語に翻訳され、日本に関する最も信頼のおける史料として評価された。なお、ドイツ語版以降の翻訳には、訳者のシュルツ(Carl Johann Schultz)がその作業にあたってゴローニンの自筆原稿を参照したため、ロシア国内では検閲のために削除された文章がそのままの形で含まれている。日本ではドイツ語版を重訳したオランダ語版（第1部・第2部のみ）が1821年にオランダ商館長により江戸にもたらされ、翌年から馬場貞由（翻訳中に死去）、杉田立卿、青地林宗が翻訳、高橋景保が校訂し、1825年（文政8年）に本編12巻、付録2巻から成る『遭厄日本記事』として出版された。同書は淡路島に帰っていた高田屋嘉兵衛も入手し読んでいたことが判明している。明治27年（1894）には『日本幽囚実記』として邦訳された。
ゴローニンとともに監禁された海軍士官のムール少尉は、獄中で『模烏児（モウル）獄中上表』(ゴローニンらの職務内容や今までの活動、ロシアやヨーロッパの国情などについて）を書き、ロシア通詞村上貞助らが日本語に翻訳したが、この上表とゴローニンの『日本幽囚記』には多くの相違があったため、書物奉行兼天文方高橋景保らはムールの『獄中上表』をオランダ語に訳してヨーロッパで出版する計画を推し進めた（シーボルト事件で高橋が失脚したため頓挫し、ムールはロシア帰国後自殺したため『日本幽囚記』の記述のみが史実として広まった）。
司馬遼太郎の長編小説『菜の花の沖』は『日本幽囚記』を題材にしており、この小説は1985年度のNHK大河ドラマの候補にもなった。司馬は『日本幽囚記』について「文学性もあり、記録性もある。世界の財産みたいな本」と絶賛している。
幕末に黒船を率いて来航したマシュー・ペリーは、開国の交渉を成功させるため、ニューヨークとロンドンの書店にあった日本関係の研究書を来日前に購入。それらを読み込むことで日本文化の把握に努めたが、その研究書の一冊には『日本幽囚記』が含まれていたという。
ロシア使節がその頭脳を称賛した幕臣川路聖謨は、『日本幽囚記』を論拠にして日露和親条約の締結交渉に臨んだ。
オーストラリアの対日政策アドバイザージェームズ・マードックは、「ゴローニンの叙述とリコルドの報告は注意深い検討に十分値する興味深い文献だ」と『日本幽囚記』の価値を称えている。
詩人ハインリヒ・ハイネは親友モーゼス・モーザー（Moses Moser; 1797-1838）宛の書簡（1825年10月8日付け）において、この本(ハイネの表記では、«Gollownins Reise nach Japan»「ゴローニンの日本紀行」)を薦めて、この本からは、日本人が地球上で最も文明化した、最も洗練された民族（»das civilisirteste, urbanste Volk auf der Erde»）であることが読み取れる、私は日本人になりたい（»Ich will ein Japaner werden.»）、と書いている。ハイネはまた『ベルネ覚書』において、『日本幽囚記』の扉に、「風習は民族によってさまざまですが、よき振る舞いは、いずこの地でもよし、と承認されることでしょう」という、物腰の柔らかな日本人が言ったことばが引用されていることを紹介している。